# Acción (filosofía)
Una acción (del latín actio) es un evento realizado por un agente con un propósito y guiado por la intención de la persona. La primera cuestión en la filosofía de la acción es determinar en qué se diferencian las acciones de otras formas de comportamiento, como los reflejos involuntarios. Según Ludwig Wittgenstein, implica descubrir '[qué] sobra si sustraigo el hecho de que mi brazo sube por el hecho de que levanto mi brazo'. Existe un amplio acuerdo en que la respuesta a esta pregunta tiene que ver con las intenciones del agente. Entonces, conducir un automóvil es una acción ya que el agente tiene la intención de hacerlo, pero estornudar es un mero comportamiento, ya que ocurre independientemente de la intención del agente. La teoría dominante de la relación entre la intención y el comportamiento es el "causalismo": conducir el automóvil es una acción porque es "causada" por la intención del agente de hacerlo así. Desde este punto de vista, las acciones se distinguen de otros operaciones o eventos por su historia causal. Las teorías causalistas incluyen las de Donald Davidson, que define las acciones como movimientos corporales causados por intenciones en la manera correcta, y las teorías volicionalistas, según las que las voliciones o intentos forman un aspecto principal de las acciones. Las teorías no causalistas, por otro lado, a menudo ven las intenciones no como la causa de la acción, sino como un componente de la misma.
Una distinción importante entre acciones es entre acciones no básicas, que se realizan haciendo otra cosa, y acciones básicas, para las que este no es el caso. La mayoría de las discusiones filosóficas sobre acciones se centran en acciones físicas en forma de movimientos corporales. Pero muchos filósofos consideran que las acciones mentales son un tipo distinto de acción con características bastante diferentes de las acciones físicas. Las deliberaciones y decisiones son procesos que a menudo preceden y conducen a acciones. Las acciones pueden ser racionales o irracionales dependiendo del motivo por el que se realizan. El problema de la responsabilidad está íntimamente relacionado con la filosofía de las acciones, ya que solemos responsabilizar a las personas de lo que hacen.

## Concepciones
Las concepciones de acción intentan determinar qué tienen en común todas las acciones o cuáles son sus características esenciales. Las teorías causalistas, como la de Donald Davidson o las formas estándar de volicionismo, sostienen que las relaciones causales entre los estados mentales del agente y la conducta resultante son esenciales para las acciones. Según Davidson, las acciones son movimientos corporales causados por intenciones en la manera correcta. Las teorías volicionalistas incluyen las nociones de voliciones en su explicación de las acciones. Las voliciones se entienden como formas de convocar a los medios dentro del poder de cada uno y son diferentes de simplemente intentar hacer algo más tarde. Los no causalistas, por otro lado, niegan que las intenciones o estados similares causen acciones.

### Contribución de Davidson
La contribución más conocida sobre la acción, a veces llamada simplemente la "explicación estándar", se debe a Davidson, quien sostiene que las acciones son movimientos corporales causados por intenciones. Davidson explica las intenciones en sí mismas en términos de creencias y deseos. Por ejemplo, la acción de pulsar un interruptor de la luz se basa, por un lado, en la creencia del agente de que este movimiento corporal va a encender la luz y, por otro lado, en el deseo de tener luz. Debido a su dependencia de los estados psicológicos y las relaciones causales, esta posición está considerada una teoría de la acción de Hume. Según Davidson, no es solo el comportamiento corporal lo que cuenta como acción, sino también las consecuencias que se derivan de ella. Por tanto, el movimiento del dedo que pulsa el interruptor es parte de la acción, lo mismo que los electrones que se mueven a través del cable y la bombilla que se enciende. Algunas consecuencias están incluidas en la acción aunque el agente no tenía la intención de que sucedieran. Basta que lo que hace el agente 'pueda describirse bajo un aspecto que lo haga intencional'. Entonces, por ejemplo, si presionar el interruptor de la luz alerta a un ladrón, este alertar al ladrón es parte de las acciones del agente. En un ejemplo del escrito Intention de Elizabeth Anscombe, bombear agua también puede ser un caso de envenenamiento de los habitantes.
Una dificultad con las teorías de la acción que intentan caracterizar las acciones en términos de relaciones causales entre estados mentales y movimientos corporales, las llamadas "teorías causalistas", es lo que se han denominado cadenas causales "traviesas". Una cadena causal es así si la intención hizo que su objetivo se realizara, pero de una manera muy inusual que no se pretendía, como puede ser, porque las habilidades del agente no se ejerciesen de la manera planificada. Por ejemplo, un escalador tiene la intención de matar a otro escalador debajo de él soltando la cuerda que los une. Una cadena causal traviesa sería que, en lugar de abrir intencionalmente la mano que sostiene la cuerda, esta intención pone al primer escalador tan nervioso que la cuerda se desliza por su mano, lo que conduce a la muerte del otro escalador. Davidson aborda este tema excluyendo de su relato los casos de causalidad traviesa, ya que no son ejemplos de comportamiento intencional en sentido estricto. Entonces, el comportamiento corporal solo constituye una acción si fue causado por intenciones de la "manera correcta".
Una objeción importante a la teoría de las acciones de Davidson es que no explica el papel del agente en la producción de la acción. Este papel podría incluir reflexionar sobre qué hacer, elegir una alternativa y luego llevarla a cabo. Otra objeción es que las meras intenciones parecen ser insuficientes para provocar acciones pues son necesarios otros elementos adicionales, a saber, voliciones o intentos. Por ejemplo, como ha señalado John Searle, parece haber una brecha causal entre la intención de hacer algo y el hacerlo realmente, que necesita un acto de voluntad para ser vencido.

### Volicionismo
Los volicionistas apuntan a superar estas deficiencias del relato de Davidson al incluir la noción de "volición" o "intento" en su teoría de las acciones. Las voliciones y los intentos son formas de afirmar algo, como las "intenciones". Se pueden distinguir de las intenciones porque están dirigidas a ejecutar una acción en el aquí y el ahora, en contraste con las intenciones, que involucran planes de futuro dirigidos para hacer algo después. Algunos autores también distinguen las "voliciones", como actos de la voluntad, de los "intentos", como la convocatoria de medios dentro del poder de cada uno. Sin embargo, se ha argumentado que pueden tratarse como una noción unificada, ya que no hay una diferencia importante entre las dos para la teoría de la acción porque desempeñan el mismo papel explicativo. Este papel incluye tanto el nivel experiencial, que implica intentar algo en lugar de simplemente intentar hacerlo más tarde, y el nivel metafísico, en la forma de causalidad mental que cierra la brecha entre la intención mental y el movimiento corporal.
El volicionismo como teoría se caracteriza por tres tesis centrales: (1) que cada acción corporal está acompañada por un intento, (2) que los intentos pueden ocurrir sin producir movimientos corporales y (3) que en el caso de intentos exitosos, el intento es La causa del movimiento corporal. La idea central de la noción de "intento" se encuentra en la segunda tesis. Implica la afirmación de que algunos de nuestros intentos conducen a acciones exitosas mientras que otros surgen sin resultar en una acción. Pero incluso en un caso fallido, todavía hay algo: es diferente a no intentarlo en ningún caso. Por ejemplo, una persona paralizada, después de haber recibido un nuevo tratamiento, puede probar si el tratamiento fue exitoso, intentando de mover sus piernas. Pero intentarlo y no mover las piernas es diferente de querer hacerlo más tarde o simplemente querer hacerlo: sólo en el primer caso el paciente se entera de que el tratamiento no ha tenido éxito. En cierto sentido, los intentos se llevan a cabo o no, pero no pueden fallar, a diferencia de las acciones, cuyo éxito es incierto. Esta línea de pensamiento ha llevado a algunos filósofos a sugerir que el intento en sí mismo es una acción: un tipo especial de acción llamada "acción básica". Pero esta afirmación es problemática porque amenaza con conducir a una regresión infinita: si algo es una acción porque fue causado por una volición, entonces tendríamos que postular una volición más en virtud de la que el primer intento puede considerarse una acción.
Una crítica influyente de las explicaciones volicionales de las acciones se debe a Gilbert Ryle, que argumentó que las voliciones, o son "activas", en cuyo caso la regresión antes mencionada es inevitable, o no lo son, en cuyo caso no habría necesidad de plantearlas como un inerte explicativo "fantasma en la máquina". Sin embargo, se ha sugerido que esto constituye un falso dilema: que las voliciones pueden jugar un papel explicativo sin conducir a una "regresión infinita". John Stuart Mill, por ejemplo, evita este problema al sostener que las acciones se componen de dos partes: una volición y el movimiento corporal que le corresponde.
Las voliciones también se pueden utilizar para explicar cómo el agente conoce su propia acción. Este conocimiento sobre lo que alguien está haciendo o intentando hacer está disponible directamente a través de la introspección: el agente no necesita observar su comportamiento a través de la percepción sensorial para llegar a este conocimiento, a diferencia de un observador externo. La experiencia de una agencia involucrada en voliciones se puede distinguir de la experiencia de la libertad, que involucra el aspecto adicional de tener varias rutas alternativas de acción para elegir. Pero la volición es posible incluso si no existen alternativas adicionales.
Los volicionistas suelen sostener que existe una relación causal entre las voliciones y los movimientos corporales. Los críticos han señalado que esta posición amenaza con alienarnos de nuestros cuerpos, puesto que introduce una distinción estricta entre nuestra agencia y nuestro cuerpo, que no es lo que nos parecen las cosas. Una forma de evitar esta objeción es sostener que las voliciones constituyen movimientos corporales, es decir, son un aspecto de ellos, en lugar de causarlos. Otra respuesta capaz de suavizar esta objeción es sostener que las voliciones no son solo las desencadenantes iniciales de los movimientos corporales, sino que son actividades continuas que guían los movimientos corporales mientras están ocurriendo.

### No causalismo
Las teorías "no causalistas"" o "anticausalistas" niegan que las intenciones o estados similares causen acciones. Por tanto, se oponen a las teorías "causalistas" como la de Davidson o las formas estándar de volicionismo. Suelen estar de acuerdo en que las intenciones son esenciales para las acciones. Esto trae consigo la dificultad de dar cuenta de la relación entre intenciones y acciones de una manera no causal. Se han hecho algunas sugerencias sobre este tema, pero sigue siendo un problema abierto ya que ninguna de ellas ha obtenido un apoyo significativo. El enfoque teleológico, por ejemplo, sostiene que esta relación debe entenderse no en términos de "causación eficiente" sino en términos de "causación final". Un problema con este enfoque es que las dos formas de causación no tienen por qué ser incompatibles. Pocos teóricos niegan que las acciones sean teleológicas en el sentido de estar orientadas a objetivos. Sin embargo, la representación de una objetivo en la mente del agente puede actuar como una causa eficiente al mismo tiempo. Por estos problemas, la mayoría de los argumentos a favor del no causalismo son negativos: constituyen objeciones que señalan por qué las teorías causalistas son inviables. Entre ellos son importantes los argumentos de la causalidad traviesa, donde el comportamiento solo constituye una acción si fue causado por una intención de la manera correcta, no por ninguna otra manera. Esta crítica se centra en las dificultades que los causalistas han enfrentado al formular explícitamente cómo distinguir entre causalidad propia y traviesa.
Un desafío importante al no causalismo se debe a Davidson. Como señala, solemos tener muchas "razones" diferentes para realizar una misma acción. Pero cuando la realizamos, a menudo lo hacemos por una razón, y no por otra. Por ejemplo, una razón por la que el paciente X se somete a un tratamiento contra el cáncer es porque tiene cáncer de próstata, otra es que tienen su periódico favorito en la sala de espera. X es consciente de ambas razones, pero realiza esta acción solo por la primera razón. Las teorías causalistas pueden explicar este hecho a través de la relación causal: la primera, pero no la segunda razón, es la que causa la acción. El desafío a las teorías no causalistas es proporcionar una explicación no causal convincente de este hecho.

## Individuación
El problema de la "individuación" se refiere a la cuestión de si dos acciones son idénticas o de cómo deben contarse las acciones. Por ejemplo, el 14 de abril de 1865, John Wilkes Booth apretó el gatillo de su arma, disparó y asesinó a Abraham Lincoln. Según una teoría de "grano fino" de la individuación, apretar el gatillo, disparar y matar son tres acciones distintas. En su forma más extrema, hay una acción distinta para cada tipo de acción. Entonces, por ejemplo, dado que 'cantar' y 'cantar en voz alta' son dos tipos de acciones diferentes, alguien que canta en voz alta realiza al menos estas dos acciones distintas. Este tipo de visión tiene la consecuencia poco intuitiva de que incluso los ejercicios más simples de agencia dan como resultado un gran número de acciones. Las teorías de la individuación de "grano grueso" de las acciones, por otro lado, sostienen que los eventos que se constituyen rnytr sí o que se causan entre sí deben contarse como una acción. Desde este punto de vista, la acción de apretar el gatillo es idéntica a la acción de disparar el arma y a la acción de matar a Lincoln. Entonces, al hacer todas estas cosas, Booth realizó solo una acción. Una ayuda a favor de este punto de vista es que a menudo hacemos una cosa haciendo otra cosa: disparamos el arma apretando el gatillo o encendemos la luz pulsando el interruptor. Un argumento en contra de esta opinión es que los diferentes eventos pueden ocurrir en diferentes momentos. Por ejemplo, Lincoln murió a causa de sus heridas al día siguiente, un tiempo significativamente después del tiroteo. Esto plantea la cuestión de cómo explicar que dos eventos que suceden en momentos diferentes son idénticos.

## Tipos

### Básico y no básico
Una distinción importante para acciones es entre acciones básicas y no básicas. Esta distinción está estrechamente relacionada con el problema de la individuación, ya que también depende de la noción de hacer una cosa por o en virtud de hacer otra cosa, como encender una luz pulsando un interruptor. En este ejemplo, pulsar el interruptor es más básico que encender la luz. Pero la acción de encender la luz puede constituir en sí mismo otra acción, como la acción de alertar al ladrón. Suele sostenerse que la cadena o jerarquía de acciones así compuesta tiene un nivel fundamental en el que se detiene. La acción en este nivel fundamental se llama acción básica: no se realiza haciendo otra cosa. Por esta razón, las acciones básicas son simples, mientras que las acciones no básicas son complejas.
A menudo se asume que los movimientos corporales son acciones básicas, como presionar el dedo contra el gatillo, mientras que las consecuencias de estos movimientos, como disparar el arma, son acciones no básicas. Pero parece que los movimientos corporales son constituidos por otros eventos (contracciones musculares) que a su vez son constituidos por otros eventos (procesos químicos). Sin embargo, parece que estos eventos más básicos no son acciones, ya que no están bajo nuestro control volitivo directo. Una forma de resolver estas complicaciones es sostener que las acciones básicas corresponden a las órdenes más simples que podemos seguir. Esta posición excluye la mayoría de las formas de contracciones musculares y procesos químicos de la lista de acciones básicas, porque normalmente no podemos seguir las órdenes correspondientes directamente. Lo que cuenta como una acción básica, según este punto de vista, depende de las habilidades del agente. Por lo tanto, contraer un músculo determinado es una acción básica para un agente que ha aprendido a hacerlo. Para que algo sea una acción básica, no solo es importante lo que el agente puede hacer, sino lo que el agente realmente hace. Así, levantar la mano derecha solo puede contar como una acción básica si se realiza directamente con la mano derecha. Si el agente usa su mano izquierda para levantar la mano derecha, entonces levantar la mano derecha ya no es una acción básica.
Una visión contrastante identifica las acciones básicas no con los movimientos corporales, sino con las voliciones mentales. Una motivación para esta posición es que las voliciones son el elemento más directo en la cadena de agencia: no pueden fallar, a diferencia de las acciones corporales, cuyo éxito es inicialmente incierto. Un argumento en contra de esta posición es que puede conducir a una regresión viciosa si se combina con la suposición de que se necesita una volición anterior para que la primera volición constituya una acción. Por ello, los volicionistas suelen sostener que las voliciones causan acciones o son partes de acciones, pero no son acciones completas en sí mismas.

### Físico y mental
Los filósofos han investigado el concepto de acciones principalmente con respecto a las acciones físicas, que suelen entenderse en términos de movimientos corporales. En este sentido, no es raro entender los movimientos corporales como la única forma de acción. Algunos volicionistas, por otro lado, afirman que todas las acciones son mentales porque consisten en voliciones. Pero esta posición implica varios problemas, como se explica en la sección correspondiente anterior. Sin embargo, hay un camino intermedio posible entre estas dos posiciones extremas que permite la existencia tanto de las acciones físicas como de las mentales. Se han sugerido varios eventos mentales como candidatos para acciones no físicas, como imaginar, juzgar o recordar.
Un relato influyente de la acción mental proviene de Galen Strawson, quien sostiene que las acciones mentales consisten en "desencadenar la entrega de contenidos al campo de la conciencia". Según este punto de vista, los eventos de imaginar, juzgar o recordar no son acciones mentales en sentido estricto, pero pueden ser productos de acciones mentales. Las acciones mentales, en sentido estricto, son preliminares o catalíticas: consisten en preparar la mente para que surjan estos contenidos. Fomentan condiciones hospitalarias, pero no pueden asegurar que los contenidos previstos aparezcan. Strawson utiliza la analogía de saltar de una pared, en la que el salto en sí (correspondiente al desencadenamiento) se considera una acción, pero la caída (correspondiente al entretenimiento de un contenido) ya no es una acción porque está fuera del control del agente. Candace L. Upton y Michael Brent objetan que este relato de las acciones mentales no es completo. Tomando como ejemplo las actividades mentales que tienen lugar durante la meditación, argumentan que el relato de Strawson deja fuera varias formas de acciones mentales, como mantener la atención en un objeto o eliminar un contenido de la conciencia.
Una razón para dudar de la existencia de acciones mentales es que los eventos mentales a menudo parecen ser respuestas involuntarias a estímulos internos o externos y, por lo tanto, no están bajo nuestro control. Otra objeción es que la explicación estándar de las acciones en términos de intenciones parece fallar para las acciones mentales. El problema aquí es que la intención de pensar en algo ya necesita incluir el contenido del pensamiento. En consequencia, el pensamiento ya no es necesario porque la intención ya "piensa" el contenido. Esto conduce a una regresión viciosa, ya que otra intención sería necesaria para caracterizar la primera intención como una acción. Una objeción no solo a las acciones mentales, sino a la distinción entre acciones físicas y mentales surge de la dificultad de encontrar criterios estrictos para distinguirlas.

## Conceptos relacionados

### Deliberación y decisión
Las deliberaciones y decisiones son relevantes para las acciones, porque con frecuencia preceden a la acción. A menudo, el agente tiene a su disposición varias opciones de acción. En tales casos, la deliberación desempeña la función de evaluar las diferentes opciones sopesando las razones a favor y en contra de ellas. Decidir es entonces el proceso de elegir una de estas alternativas y formar una intención de realizarla, lo que conduce a una acción.

### Explicación y racionalidad
Las explicaciones pueden caracterizarse como respuestas a preguntas del por qué. Las explicaciones de las acciones se refieren a por qué el agente realizó la acción. La respuesta más directa a esta pregunta cita el deseo del agente. Por ejemplo, Juan fue a la nevera porque tenía un deseo de helado. Las creencias del agente son otra característica relevante para la explicación de la acción. Así, el deseo de comer helado no explica que Juan fue a la nevera si no va acompañado de la creencia de Juan de que hay helado en la nevera. El deseo, junto con la creencia, suele denominarse la razón de la acción. Las teorías causalistas de la acción generalmente sostienen que esta razón explica la acción porque causa la acción.
El comportamiento que no tiene una razón no es una acción, ya que no es intencional. Toda acción tiene una razón, pero no toda acción tiene una buena razón. Solo las acciones con buenas razones se consideran racionales. Por ejemplo, la acción de Juan de ir a la nevera se consideraría irracional si su razón es mala, por ejemplo, porque su creencia de que hay helado en la nevera se basa simplemente en pensamiento ilusorio.

### Responsabilidad
El problema de la responsabilidad está estrechamente relacionado con la filosofía de las acciones, ya que solemos considerar a las personas responsables de lo que hacen. Pero, en cierto sentido, el problema de la responsabilidad es más amplio, porque podemos ser responsables no solo por hacer algo, sino también por no hacerlo, las llamadas omisiones. Por ejemplo, un peatón que observa un terrible accidente automovilístico puede ser moralmente responsable de llamar a una ambulancia y de proporcionar ayuda directamente si es posible. Además de lo que hizo el agente, también es relevante lo que podría haber hecho de otra manera, es decir, qué poderes y capacidades tenía. Las intenciones del agente también son relevantes para la responsabilidad, pero podemos ser responsables de cosas que no pretendíamos. Por ejemplo, un fumador empedernido puede tener un impacto negativo en la salud de las personas que le rodean. Este es un efecto secundario de su hábito de fumar que no forma parte de su intención. El fumador aún puede ser responsable de este daño, ya sea porque era consciente de este efecto secundario y decidió ignorarlo o porque debería haber sido consciente de ello, lo que se llama negligencia.